# Повітруля
Повітруля — національний український міфологічний позитивний персонаж жіночої статі.
Асоціюється із стихією вітру (донька гірських вітрів) — легка, здатна пересуватись у повітрі, не торкаючись землі, часто змальовують з крилами та вбраною в квіти з голови до п'ят. Хоча здебільшого описується як рудоволоса красуня, вміє змінювати зовнішність з молодої на стару і навпаки. Залюбки допомагає закоханим у любовних справах. Походить з Карпатського регіону. Вважається, що якщо комусь дев'ять ночей поспіль сниться кохана, то на десятий в її образі спускається з полонини повітруля. У чабанів, які ні в чому не відмовляють свої коханкам-повітрулям, вівці завжди цілі…
Повітруль можна віднести до демонологічних персонажів так званої «нижчої міфології» (як і русалок, мавок), яка відзначається стабільністю і збереглася майже в незмінному вигляді дотепер, бо зазнала меншого впливу християнства, ніж «вища» (віра в головних богів).

## Легенди та повір'я
Улітку юнак-вівчар повертавсь опівночі до себе в колибу. На озері він зненацька побачив повнісінько дівчат незвичайної краси. Одна з них особливо його приголомшила. Наступного разу, за порадою старого вівчара, він заховався на тому ж місці в мох і украв крила своєї коханої. Повітрулі не змогли його здогнати, а кохана прийшла до його колиби. Він одружився з нею. Народився хлопчик. Одного разу чоловіка не було, і повітруля вкрала свої крила, хоча старий вівчар радив їх спалити на вогнищі. Вона й відлетіла до своїх подруг — вітряних жінок не зміниш. Вони, як вовки, все в ліс, у шкоду тобто, дивляться. Дуже тужив за нею вівчар, не знаходив собі місця. Нарешті він залишив побратимів-вівчарів і пішов у ліси шукати дружину. І знайшов у печері, з сином. «Іди звідси по-доброму, — говорила та, — а то прилетять мої сестри з нашою матір'ю і розірвуть тебе на клапті». Але він спалив її крила, заборонив залітати в шкоду і привів до вівчарської колиби…
Також відома схожа казка про «Вівчара та повітрулю».

## У художній літературі
В індивідуальній міфотворчості Василь Пачовський змальовує повітруль, як один з різновидів русалок. За свідченням самого поета, — це «русалки повітряні з крилами, заховані повір'ям на Закарпатті». Але на відміну від традиційних русалок, що мають згубний вплив, вони наділені тільки позитивними рисами. Оскільки повітруля завдяки крилам має здатність рухатися в повітрі, то для ліричного героя поезії Пачовського «Червона рожа, біла лелія…» вона є втіленням духу рідної землі. У вірші «Моя Люсю, серце хворе» створюється антиномія русалка — повітруля, де русалка — це втілення жіночої принадливості, спокуси, що приносить розчарування, а повітруля — символ творчості, натхнення, одна з іпостасей Музи:
Повітруля злотокрила

З віч серпанок відслонила,

Я зирнув у личко їй –

Аж то ти, моя царівно,

Летом крил до мене рівна,

Моя Музо, світе мій!